# Marco Hiller
Marco Hiller (* 20. Februar 1997 in Gröbenzell) ist ein deutscher Fußballspieler. Er gehörte von der Saison 2017/18 bis zum Ende der Saison 2024/25 der ersten Mannschaft des TSV 1860 München an. Seit der Saison 2025/26 steht er bei KAS Eupen in Belgien unter Vertrag.  

## Sportlicher Werdegang

### Jugend
Hiller begann mit dem Fußballspielen im Alter von sechs Jahren bei seinem Heimatverein FC Grün-Weiß Gröbenzell in seinem Geburtsort im Umland von München. Als Elfjähriger wechselte er in das Nachwuchsleistungszentrum des TSV 1860 München, wo er fortan alle Jugendmannschaften bis einschließlich der U19 durchlief.

### Anfänge im Erwachsenenfußball
In der Saison 2015/16 wurde er zum ersten Mal in den Kader der in der Regionalliga Bayern spielenden zweiten Mannschaft der Löwen berufen und kam dort auch zu seinem ersten Einsatz im Seniorenbereich, als Trainer Marijan Kovačević ihn im Spiel gegen den FV Illertissen am 23. April 2016 in die Startelf berief. Nachdem er in der folgenden Saison zunächst nur Ersatztorhüter hinter Vitus Eicher und Maximilian Engl war, wurde er gegen Ende der Spielzeit wieder häufiger eingesetzt und kam auf insgesamt neun Saisonspiele.
Da die erste Mannschaft des Vereins zur Saison 2017/18 aufgrund eines Lizenzentzuges in die Regionalliga zwangsabsteigen musste, baute Daniel Bierofka auf Basis der vorjährigen Amateurmannschaft ein neues Team auf. In diesem war Hiller als Stammtorhüter gesetzt, kam auf 35 Saisonspiele und gewann mit der Mannschaft die Meisterschaft. In den darauffolgenden Aufstiegsspielen in die 3. Liga gegen den 1. FC Saarbrücken konnten sich die Münchner knapp durchsetzen und schafften so die Rückkehr in den Profifußball.
In der neuen Spielzeit verlor Hiller seinen Stammplatz zwischen den Pfosten vorerst an Hendrik Bonmann, gab aber am 31. August 2018 sein Profidebüt, als er am 6. Spieltag beim 2:0-Heimsieg gegen Energie Cottbus in der 54. Spielminute eingewechselt wurde, da dieser sich verletzt hatte. Hiller hütete in allen nachfolgenden Saisonspielen das Tor.
Auch zu Beginn der Saison 2019/20 war er nur Nummer 2 hinter Bonmann, eroberte aber unter Bierofkas Nachfolger Michael Köllner seinen Platz ab dem 14. Spieltag, an dem Bonmann aufgrund einer Zerrung ausgefallen war, wieder zurück. Im Finale um den Bayerischen Toto-Pokal 2019/20 sicherte Hiller seiner Mannschaft durch zwei gegen die Würzburger Kickers im Elfmeterschießen gehaltene Strafstöße den Pokalgewinn.

### Stammtorhüter der Löwen
Spätestens mit dem Wechsel von Bonmann zu den Würzburger Kickers zur Saison  2020/21 war Hiller die unangefochtene Nummer 1 im Löwentor. In diesem Jahr präsentierte er sich als einer der leistungsstärksten Spieler der Mannschaft. Er erregte vor allem durch seinen Auftritt im Stadtderby gegen die zweite Mannschaft des FC Bayern am 9. Januar 2021 das Interesse der überregionalen Presse, als er nach einem groben Foul von Joshua Zirkzee in der 25. Spielminute trotz einer stark blutenden Verletzung am Kopf weiterspielte und durch seine Leistung zum 0:2-Sieg seiner Mannschaft beitrug. Am letzten Spieltag dieser Saison stand er erneut in Fokus, nachdem er im entscheidende Spiel um Platz 3 gegen FC Ingolstadt bereits nach neun Minuten wegen einer Notbremse mit Rot vom Platz musste. Die Löwen verloren dieses Auswärtsspiel mit 3:1 und erreichten hinter Ingolstadt der 4. Platz in der Abschlusstabelle.
Auch in der Folge blieb Hiller über weite Strecken Stammtorhüter. Dabei verfehlte er in der Saison 2021/22 mit seiner Mannschaft erneut knapp die Aufstiegsplätze und wurde Tabellenvierter, die Saison 2022/23 schlossen die Löwen auf dem achten Platz ab. Nach einer Verletzung während der Spielzeit 2023/24 wurde er im Oktober von David Richter vertreten, der unter Cheftrainer Argirios Giannikis auch nach der Genesung Hillers bis zur Winterpause zwischen den Pfosten stand. Zu Beginn der Rückrunde konnte sich Hiller jedoch wieder als Stammtorhüter etablieren und Richter verließ nach Saisonende den Klub, der auf dem 15. Tabellenplatz den Klassenerhalt gesichert hatte. Im Sommer 2024 stieß René Vollath vom Ligakonkurrenten SpVgg Unterhaching kommende zu den Löwen und verdrängte Hiller als Nummer 1. Nach einer 1:5-Niederlage bei Energie Cottbus Ende Oktober entschied sich Giannikis zur Rotation auf der Torwartposition und Hiller kehrte in die Anfangself zurück. Nach Ende der Saison 2024/25 verließ er den TSV 1860 München, nachdem er einer Vertragsverlängerung nicht mehr zugestimmt hatte.

### Wechsel zur KAS Eupen
Zur Saison 2025/26 wechselte der Torhüter zum belgischen Zweitligisten KAS Eupen und erhielt dort einen Zweijahresvertrag.

## Titel und Erfolge
TSV 1860 München
- Meister der Regionalliga Bayern und Aufstieg in die 3. Liga: 2017/18
- Gewinn des Bayerischen Toto-Pokals: 2019/20